# HD 132879
HD 132879，又名BD+22 2772，SAO 83616、HR 5592，是一颗恒星，视星等为6.38，位于銀經30.28，銀緯60.22，其B1900.0坐标为赤經14h 56m 23.3s，赤緯+22° 60.22′ 29″。